# Mârzănești
Mârzănești est une commune du județ de Teleorman en Roumanie.